# سباق باريس روبيه 1955
طواف باريس 1955 هو سباق دراجات هوائية أقيم بتاريخ 10 أبريل، تكون السباق من مرحلة واحدة، وامتدّ لمسافة 249 كم، وبسرعة 40.740 كم/س، استغرق السباق 6 ساعات و06 دقيقة و42 ثانية.